# Gingicithara lyrica
Gingicithara lyrica é uma espécie de gastrópode do gênero Gingicithara, pertencente a família Mangeliidae.